# Glossaire des arcs et voûtes
Ce glossaire reprend le vocabulaire architectural, typologique et constructif, souvent commun, aux arcs et voûtes (et à leurs dérivés arches, coupoles, etc.)
- Haut – A
- B
- C
- D
- E
- F
- G
- H
- I
- J
- K
- L
- M
- N
- O
- P
- Q
- R
- S
- T
- U
- V
- W
- X
- Y
- Z

## A
Pour les articles homonymes, voir Accolade (homonymie).
- Accolade, ou arc en accolade, arc en talon : faux-arc (car constitué d'un unique linteau monolithique) en forme d'accolade horizontale, typique de la période gothique.

- Aisselle : partie de la voûte d'un four et qui forme sa retombée depuis sa naissance jusqu'à peu près la moitié de sa hauteur. Le reste se nomme chapelle[M 1].

Arc brisé en lancette (1), équilatérale (2), surbaissée (3).

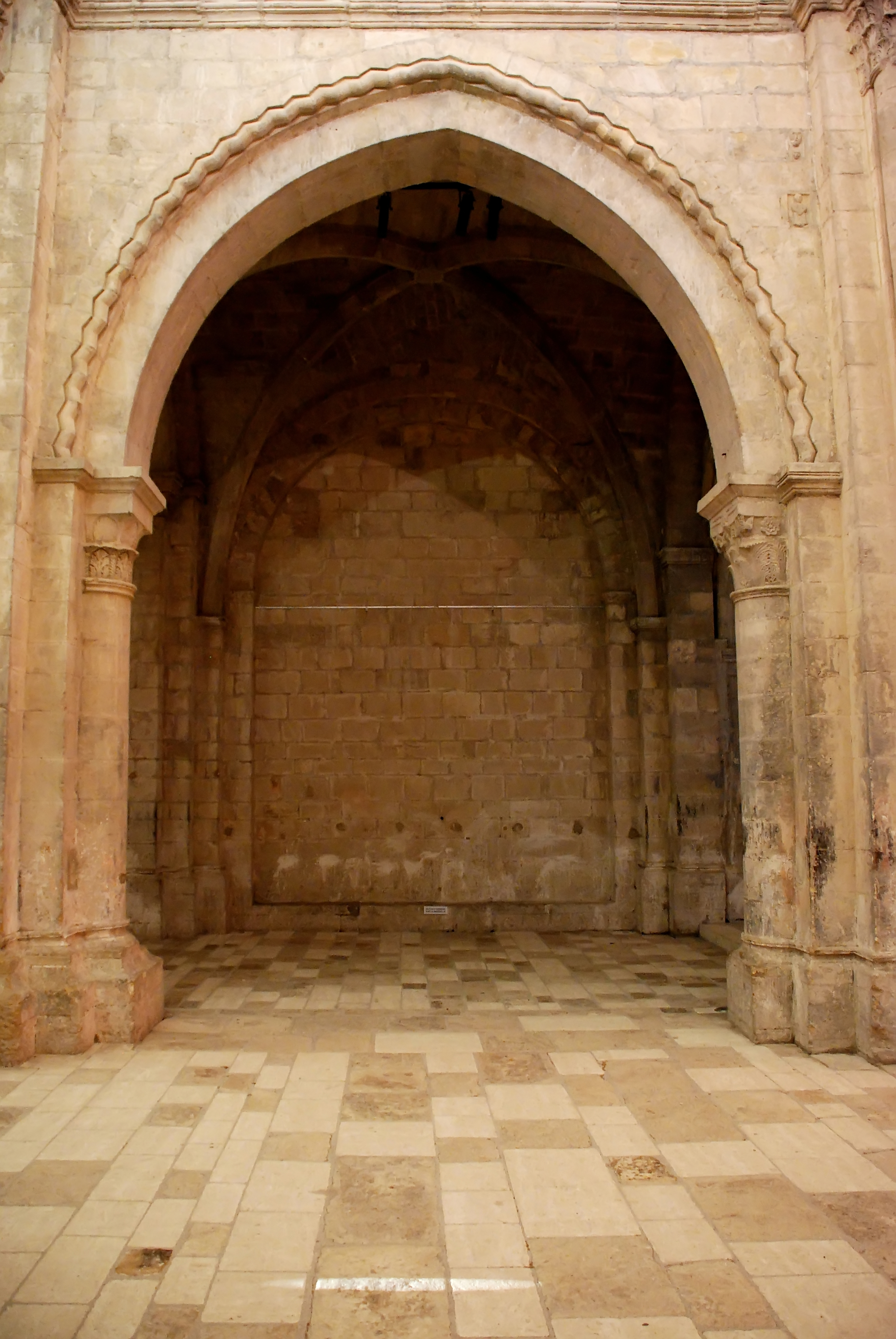
Arc brisé bordé d'une frise de dents-de-scie.

- Arc : structure concave qui a la forme de l'arc d'une courbe et qui sert comme de support intérieur à tout ce qui pose dessus[M 1].
  - Arc à encorbellement : arc dont les pierres sont posées à encorbellement.
  - Arc à lambrequins : arc dérivé de l'arc recti-curviligne dont l'intrados présente à son sommet plusieurs lobes.
  - Arc-boutant ou arc butant. Portion d'arc qui est appuyée contre les reins d'une voûte pour en retenir la poussée[M 1].
  - Arc brisé : un des éléments caractéristiques de l'architecture gothique. Une forme des voûtes, des arcades dont le contour est déterminé par deux portions d’arcs égaux se coupant à angle curviligne aigu et s’arrêtant en général sur la ligne du centre[1].
  - Arc déprimé : arc en forme d'un demi-cercle dont le milieu fléchit et descend.
  - Arc de décharge : arc en décharge (voir décharge).
  - Arc diaphragme : arc transversal sous une voûte ou une charpente surmonté d'un muret de refend à forme de croissant
  - Arc-doubleau : saillie qu'on pratique sur la douelle d'une voûte formant une chaîne de pierres d'une naissance à l'autre de la voûte[M 1].
  - Arc droit : section d'une voûte cylindrique perpendiculaire à son axe (voir droit)[M 1].
  - Arc en mitre, ou arc en fronton, ou arc angulaire : arc composé de deux droites inclinées formant un angle.
  - Arc festonné : variante de l'arc polylobé dans laquelle les lobes constituant l'intrados de l'arc sont convexes au lieu d'être concaves.
  - Arc festonné brisé : arc festonné dans laquelle l'intrados n'est pas en plein cintre mais de forme brisée.
  - Arc formeret : voir formerets.
  - Arc à muqarnas ou arc à stalactites : variante de l'arc à lambrequins dont l'intrados est orné de muqarnas.
  - Arc en plein cintre : arc formé d'un demi-cintre[M 1].
  - Arc outrepassé : arc qui dessine un arc de cercle plus grand que le demi-cercle.
  - Arc outrepassé brisé : variante de l'arc outrepassé (ou arc en fer à cheval) apparue au XIe siècle en Al-Andalus à l'époque des royaumes de taïfa.
  - Arc polylobé : arc composé d'un nombre impair de petits arcs en plein cintre, apparu au Xe siècle à l'époque du califat de Cordoue.
  - Arc polylobé brisé : variante de l'arc polylobé apparue au XIe siècle en Al-Andalus à l'époque des royaumes de taïfa.
  - Arc à voussure polylobée : variante de l'arc polylobé apparue au XIIe siècle dans l'architecture romane française, où les lobes ornent non pas l'intrados mais la voussure de l'arc.
  - Arc rampant : arc dont les impostes ne sont pas de niveau[M 1].
  - Arc recti-curviligne : arc sophistiqué apparu au XIe siècle en Al-Andalus à l'époque des royaumes de taïfa.

Arc surbaissé de pont romain de Limyra (Turquie).

- - Arc surbaissé : arc dont la moitié du diamètre est plus longue que son rayon[M 1] (voir surbaissé).
  - Arc surhaussé ou arc surmonté : arc dont la moitié du diamètre est moindre que son rayon ou montée[M 1] (voir surhaussé).
- Arc buter ou arc-bouter : contenir la poussée d'une voûte ou d'une plate-bande avec un arc boutant[M 1].
- Arc de triomphe
- Arc triomphal : arc qui sépare la nef et le chœur d'une église.
- Arcade : on appelle ainsi toute ouverture dans un mur formée par le haut en plein cintre ou demi cercle parfait
  - Arcade feinte : arcade qui n'est apparente que sur l'une deux faces du mur[M 2].
- Arceau : voûte construite sur les deux culées d'un ponceau comme ceux des grands chemins. On appelle aussi arceau la courbure du cintre parfait de la voûte d'une croisée ou d'une porte, laquelle courbure ne comprend qu'une partie du demi-cercle, un quart de cercle au plus et au-dessous[M 2].
- Arche : voûte construite sur les piles et culées d'un pont de pierre[M 2].
- Architrave : des trois parties d'un entablement, celle qui pose sur les chapiteaux des colonnes ou pilastres. L'architrave représente une poutre faite en pierre ; elle se compose de plusieurs claveaux en coupe[M 2].
- Archivolte : profil de moulure peu saillante qu'on forme sur la tête des voussoirs d'une arcade ou d'une autre baie cintrée en son contour jusque sur l'imposte. On appelle archivolte retournée celle qui retourne horizontalement sur l'imposte[M 2].
- Arrière voussure : sorte de petite voûte dont le nom exprime la position parce qu'elle ne se met que derrière l'ouverture d'une baie de porte ou de fenêtre dans l'épaisseur du mur au-dedans de la feuillure du tableau des pieds-droits. Son usage est de former une fermeture en plate-bande ou seulement bombée ou en plein cintre[M 3].

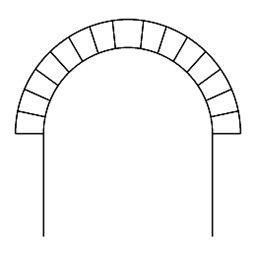
Arc en plein cintre.
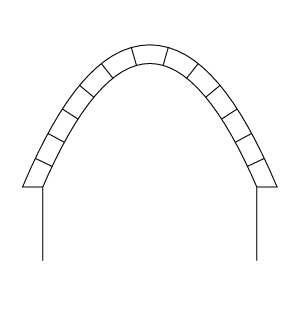
Arc parabolique.
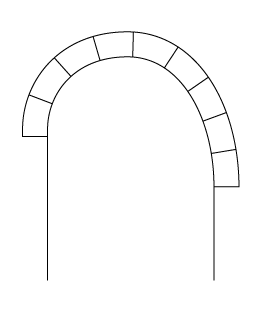
Arc rampant.
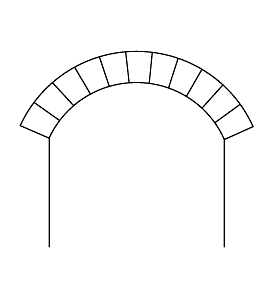
Arc surbaissé (segmentaire).
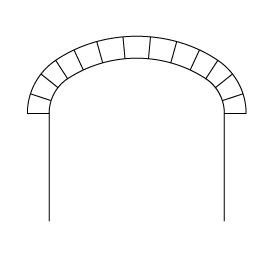
Arc en anse de panier à 3 centres.
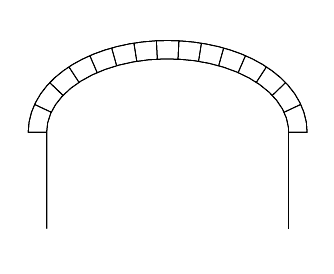
Arc en anse de panier à 5 centres (demi-ellipse).
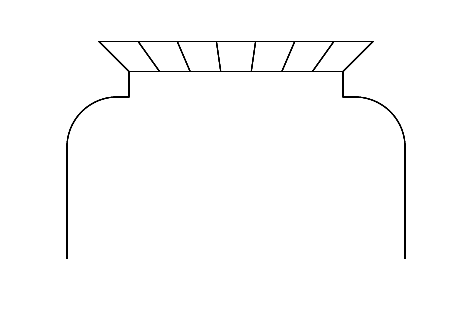
Arc en plate-bande.
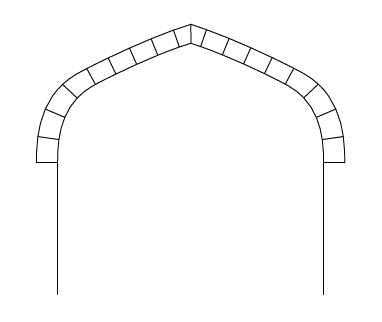
Arc Tudor.
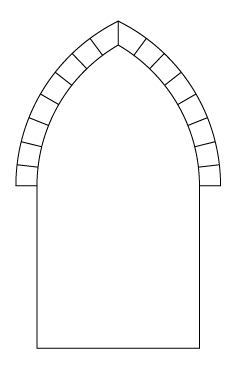
Arc brisé en tiers-point.
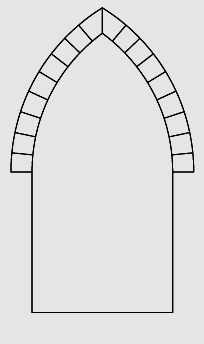
Arc brisé en lancette.
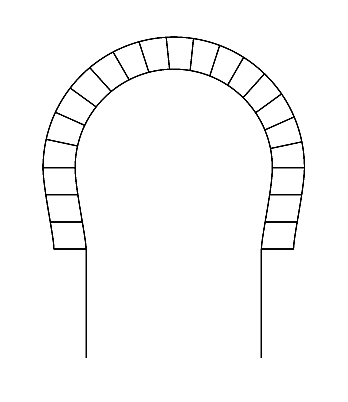
Arc en fer à cheval ou arc outrepassé.
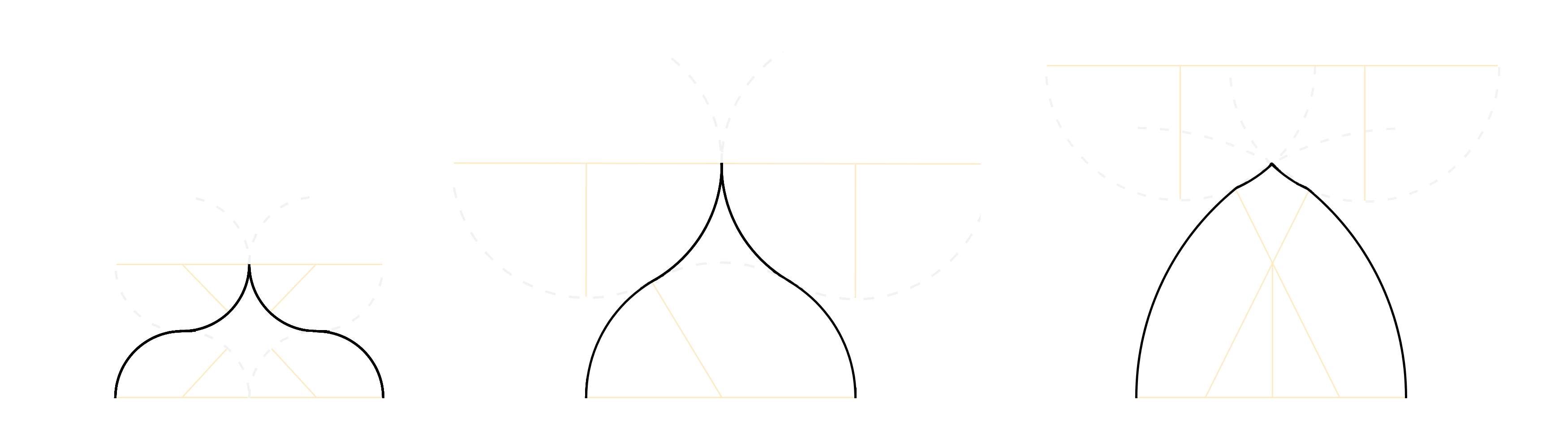
Arcs en accolade, plat, normal, aigu en dos-d'âne.

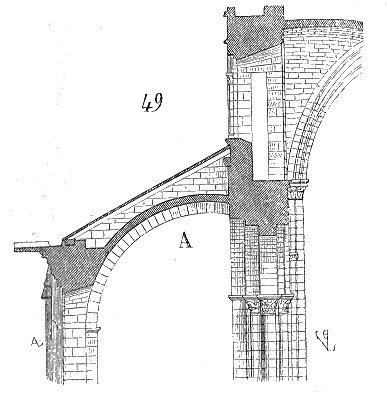
Arc boutant, abbatiale Saint-Étienne, Caen.
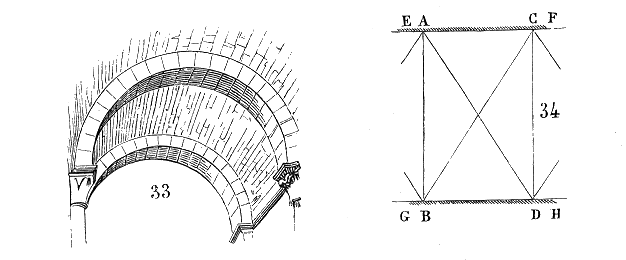
Arc-doubleau.
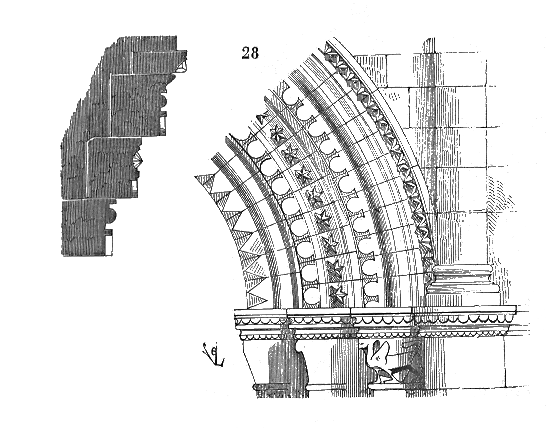
Archivolte, église de Surgères (Charente-Maritime.)

## B
- Bander : arranger les voussoirs ou claveaux d'une arcade ou d'une plate-bande sur les cintres de charpente, ou maçonner les moellons d'une voûte. Bander une voûte de cave, c'est la construire[M 4].
- Bandeau de voûte de pont en maçonnerie : dans un pont en maçonnerie, surface vue des extrémités de la voûte.

Bandeau extradossé.
Bandeau à double rouleau.
Bandeau bloqué.
Bandeau à double rouleau non extradossé.
Bandeau en tas de charge.
Bandeau platebande en tas de charge.

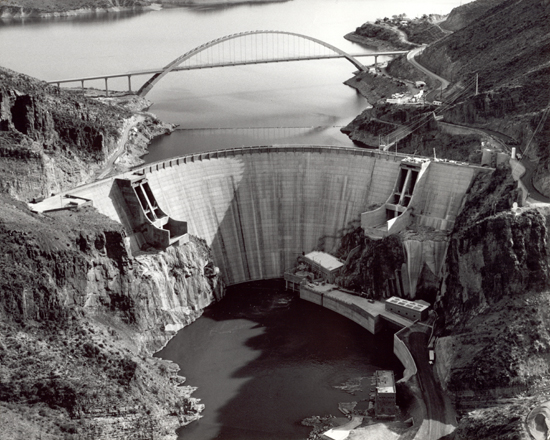
Barrage voûte Roosevelt (1911).

- Barrage voûte : type de barrage reconnaissable à sa forme arquée.
- Berceau (voûte en berceau) : voûte cylindrique quelconque, dont la courbure et la direction peuvent être de différentes espèces (voir voûte)[M 5].
- Butter : contretenir ou empêcher la poussée d'un mur, l'écartement d'une voûte par quelques contreforts, piliers, etc[M 6].

## C

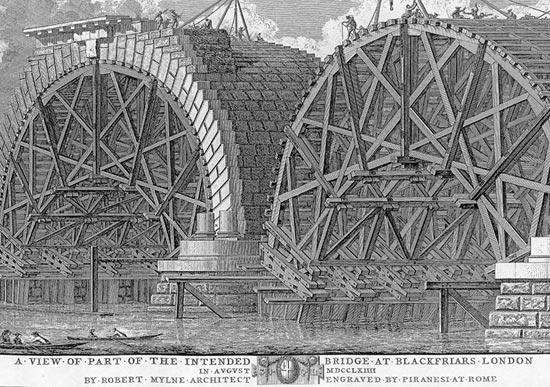
Cintre du pont Blackfriars à Londres par Piranese en 1764.

Claveaux d'un arc.

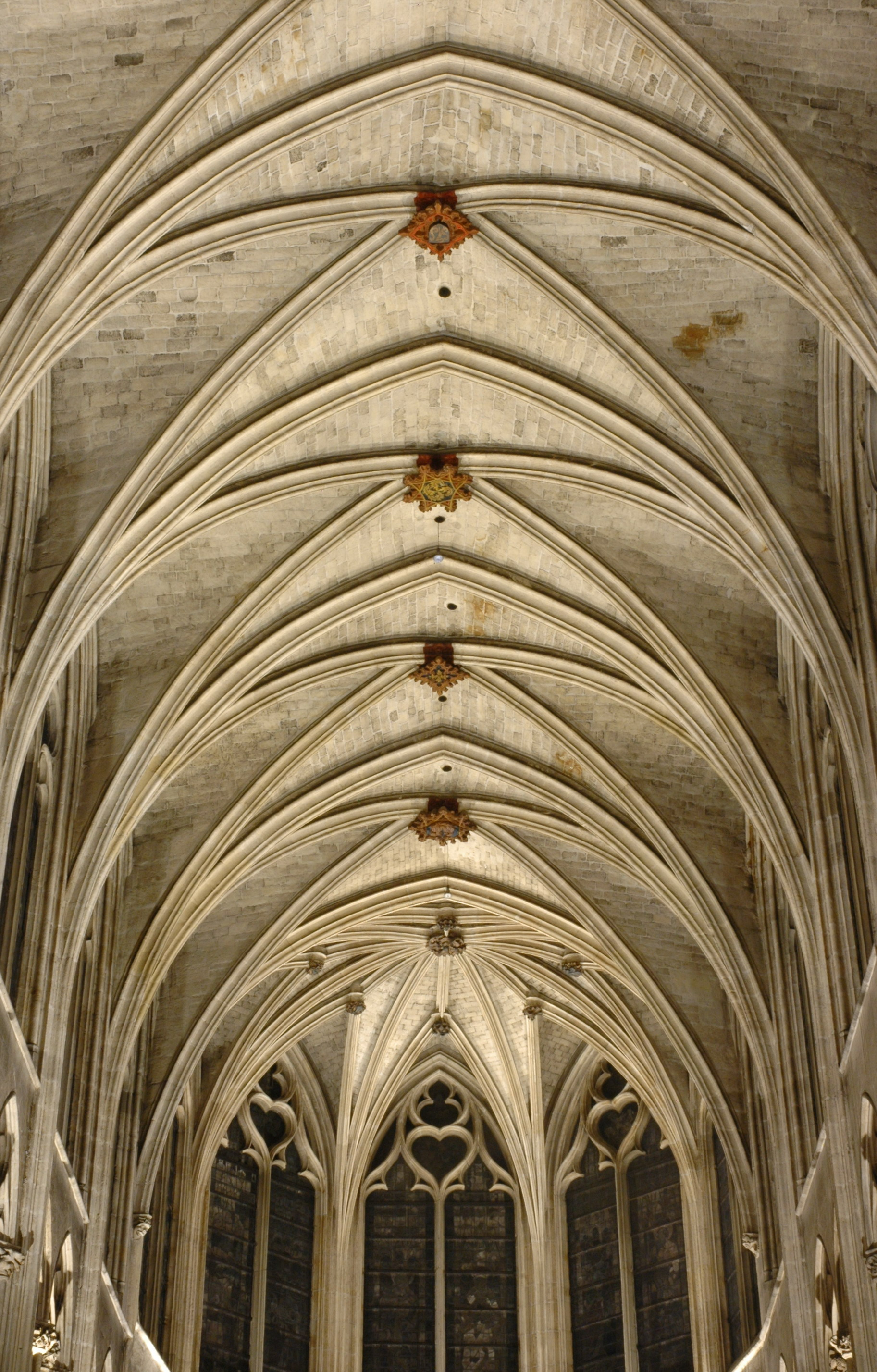
Clés de voûte décorées des voûtes d'ogives quadripartite de l'église Saint-Séverin à Paris.

- Calotte : portion de voûte sphérique ou sphéroïde[M 7].
- Catalane (voûte) : voûte formée de briques plates posées sur leur face principale et assemblées au plâtre, ce qui permet une pose sans cintre, donnant grande liberté de formes et légèreté.
- Cambre, cambrure ou courbure : courbe du cintre d'une voûte. « Cambrer » ne se dit que d'une courbure peu considérable ; par contre, « courber » se dit de toute inflexion curviligne, grande ou petite[M 7].
- Chapelle : voûte d'un four[M 8].
- Cheminée d'aisance : ouverture pratiquée dans la voûte d'une fosse d'aisance pour le passage des matières[M 9].
- Cintre : ce qui a une figure courbe[M 10]. 
  - Cintre de voûte : contour circulaire de la douelle d'une voûte[M 10].
  - Cintre plein, cintre surbaissé ou cintre en mise de panier, cintre surhaussé.
- Clausoir : dernière pierre que l'on pose dans un mur ou dans une voûte pour fermer et boucher le dernier espace qui restait vide[M 10].
- Claveau : toutes pierres taillées en forme de coin et qui servent à construire une plate-bande, une architrave[M 10].
  - Claveau à crossette : claveau dont la tête est retournée avec les assises de niveau[M 10].
  - Claveau à joint dérobé : claveau dont le joint du parement de face est droit et dont celui du derrière est oblique[M 10].
- Clé de voûte, clé d'arc, clé de plate-bande : dernier voussoir ou claveau que l'on pose au sommet d'une voûte, d'un arc ou d'une plate-bande, pour les fermer et les bander[M 10].
  - Contre-clé ou contre-clef : voussoir ou claveau d'un arc ou plate-bande qui est posé immédiatement à droite et à gauche de la clef[M 11].
  - Contre-clef extradossée : contre-clef qui est de la même hauteur que la clef[M 12].
- Coupe de pierre : art de tailler les pierres pour construire des voûtes qu'on appelle aussi trait[M 13].
- Couper le trait : faire le modèle de quelque voûte ou d'arc avec du plâtre ou de la craie[M 14].
- Coupe : inclinaison des joints des voussoirs d'un arc et des claveaux d'une plate-bande[M 14].
- Coupole : partie concave d'une voûte sphérique[M 14].
- Coussinet : premier voussoir d'une voûte ou arcade dont le lit de dessous est de niveau et est posé sur l'imposte (voir sommier)[M 14].
- Croisée d'ogives
- Crossette : partie saillante d'un claveau d'arc ou de plate-bande qui passe dessus le claveau voisin[M 14].
- Cul-de-four : voûte sphérique, surhaussée ou plein cintre, ou surbaissée[M 15].
- Cul-de-lampe : structure en surplomb portant une charge. Elle est formée de plusieurs assises appareillées, soit en cône, soit en pyramide inversée, ou en quart de sphère[2]. Viollet-le-Duc reprend ce terme dans le Dictionnaire raisonné de l'architecture française du XIe au XVIe siècle en indiquant qu'il ne fait que reprendre un terme consacré par l'usage bien qu'il ne trouve aucune bonne raison pour l'employer[3]. Le terme est utilisé pour tout support en encorbellement qui n'est pas un corbeau, c'est-à-dire qui ne présente pas deux faces parallèles perpendiculaires au mur d'appui.
- Culée : massif de maçonnerie qui, d'un côté, soutient la poussée des terres d'un quai, et de l'autre soutient la voûte de la première ou de la dernière arche d'un pont[M 15].
- Culot : cul-de-lampe n'ayant qu'un seul élément taillé en cône, en pyramide inversé ou en quart de sphère.
- Culot d'ogive : partie en console, ou culot, supportant une croisée d'ogive, souvent décorée par des végétaux, des animaux ou des personnages. Les voûtes d'ogives sont supportées soit par des colonnes, soit par des culots ou cul-de-lampe.

## D

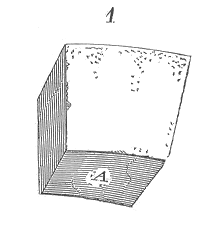
A est la douelle du claveau.

- Décharge (arc de décharge) : arc formé au-dessus des baies de portes, de croisées, d'une galerie ou vestibule, dans un mur de dossier ou au bas d'un tuyau de cheminée, et qui sert à soulager les plates-bandes ou autres constructions du poids de la maçonnerie qui est au-dessus, ce qui se fait en posant en coupe la pierre, le moellon ou la brique en forme d'arc, de fronton ou d'ogive, dont les extrémités portent sur des pieds-droits ou sur le mur plein ou sur des jambages[M 16].
- Descente : voûtes inclinées à l'horizon, telles les descentes de caves[M 17].
- Douelle : parement intérieur d'une voûte ou d'un voussoir, que l'on nomme aussi intrados[M 18].

- Dos-d’âne : surface formée de deux pentes inclinées de chaque côté de l’arête qui est leur ligne de jonction. En architecture, cette technique était employée pour la construction des ponts.
- Droit : synonyme de perpendiculaire, et, en ce sens, il est opposé à incliné. On dit un arc droit, quoique cet arc soit courbe, pour dire un arc dont le plan est perpendiculaire à la direction du berceau[M 19].

## E

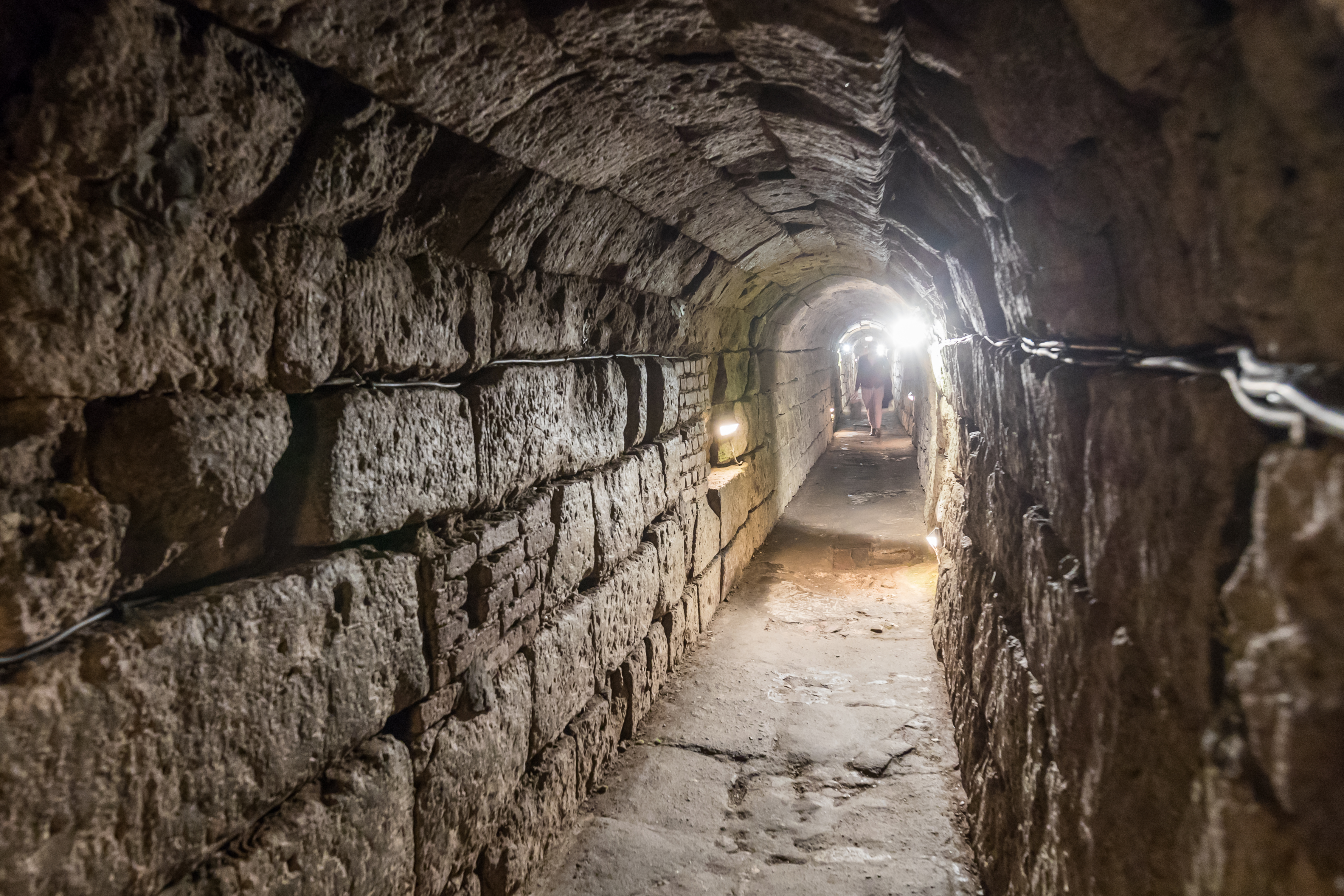
Égout romain à Cologne.

- Égout : passage par où s'écoulent les immondices et les eaux sales ; il était souvent composé de deux murs supportant une voûte[M 20].
- Elliptique, voûte, arc d'un cintre surbaissé[M 21].
- Enfourchement : angle solide formé par la rencontre de deux douelles de voûte ; le voussoir qui forme ces deux douelles a deux branches comme une fourche[M 22].
- Extrados : surface convexe extérieure d'une voûte qui est régulière, comme la surface concave intérieure est intrados.
- Extradossé : surface extérieure d'une voûte qui est de niveau dans toute sa surface, c'est-à-dire que tous les voussoirs sont coupés également, en sorte que le parement extérieur est aussi uni que celui de la douelle[M 23].

## F
- Fausse coupe : la direction d'un joint de tête oblique à la douelle d'une voûte. Les joints obliques des claveaux d'une plate-bande, cachés dans l'épaisseur et paraissant perpendiculaires à leur parement, se nomment aussi fausse coupe[M 24].
- Fermer : dans la construction d'un arc ou d'une plate-bande, poser la clef pour la bander ; dans la construction d'une voûte, c'est poser le dernier rang de voussoirs qui forme la clef ; c'est, dans un cours d'assises, poser la dernière pierre que l'on nomme clausoir. Fermer une baie de porte ou de croisée, établir sur ses pieds-droits une arcade ou une plate-bande ou y poser des linteaux[M 24].
  - Fermeture, arc ou plate-bande de pierres ou de moellons, ou le linteau qu'on pose sur les pieds-droits d'une baie de porte ou de croisée[M 25].
- Flèche : dans un arc ou segment de cercle, c'est la ligne qui passe par le milieu de l'arc, et qui est perpendiculaire à la corde[M 26].
- Formerets (arc formeret) : les arcs ou nervures des voûtes gothiques, qui forment les arcades ou lunettes par deux portions de cercle qui se coupent à un point[M 26].

## H
- Hémicycle : aire d'une voûte divisé sur l'épure en nombre impair de parties égales pour tailler les voussoirs et la clef. On donne le même nom aux panneaux ou cerces qui servent à tailler les voussoirs d'un arc de voûte[M 27].

## I
- Intrados : surface intérieure ou concave d'une voûte, d'un arc, d'un voussoir[M 28].

## L
- Lierne : nervure sous la ligne de faîte d'une voûte[4] ; les deux liernes forment une croix dont la clef est le centre[M 29].
- Lunette : baie voûtée, pratiquée dans les côtés ou flancs d'une voûte en berceau, ou d'une voûte en arc-de-cloître[M 30].

## M
- Montée : se dit tant de l'exhaussement des murs que de l'élévation des voûtes, des colonnes, etc.[M 31].
  - Montée de voussoir ou claveau : longueur du panneau de tête d'un voussoir ou claveau, depuis la douelle jusqu'à son couronnement[M 31].
  - Montée de voûte : hauteur d'une voûte depuis la ligne de niveau de sa naissance jusque sous la clef (voir rayon)[M 31].

## N
- Naissance : endroit où quelque chose commence à paraître, à avoir de la saillie.
  - Naissance de voûte : commencement de sa courbure, formé par les premières assises en pierres ou en moellons[M 32].
- Nervure : « Chacune des grosses moulures qui subdivisent l'intrados d'une voûte, notamment gothique[5] » ; élément de l'ossature visible de la voûte. Ce sont :
  - ogive, une nervure diagonale,
  - lierne, sous une ligne de faîte,
  - tierceron, d'un point d'appui à une lierne.
- Noyau : cylindre ou parallélépipède de pierre, qui monte de fond et porte une voûte de niveau ou rampante, au centre de laquelle il est placé. C'est aussi un cylindre de pierre qui monte de fond et porte le collet des marches d'un escalier à vis[M 32].

## O
- Ogives : arcs ou nervures d'une voûte gothique qui la traversent diagonalement[6],[7],[M 33]. Comme éléments de l'architecture gothique, le plupart des ogives ont des arcs brisés ou sont combinées avec des arcs-doubleaux brisés, mais il y a aussi des ogives aux arcs plein cintre avec arcs-doubleaux plein cintre.

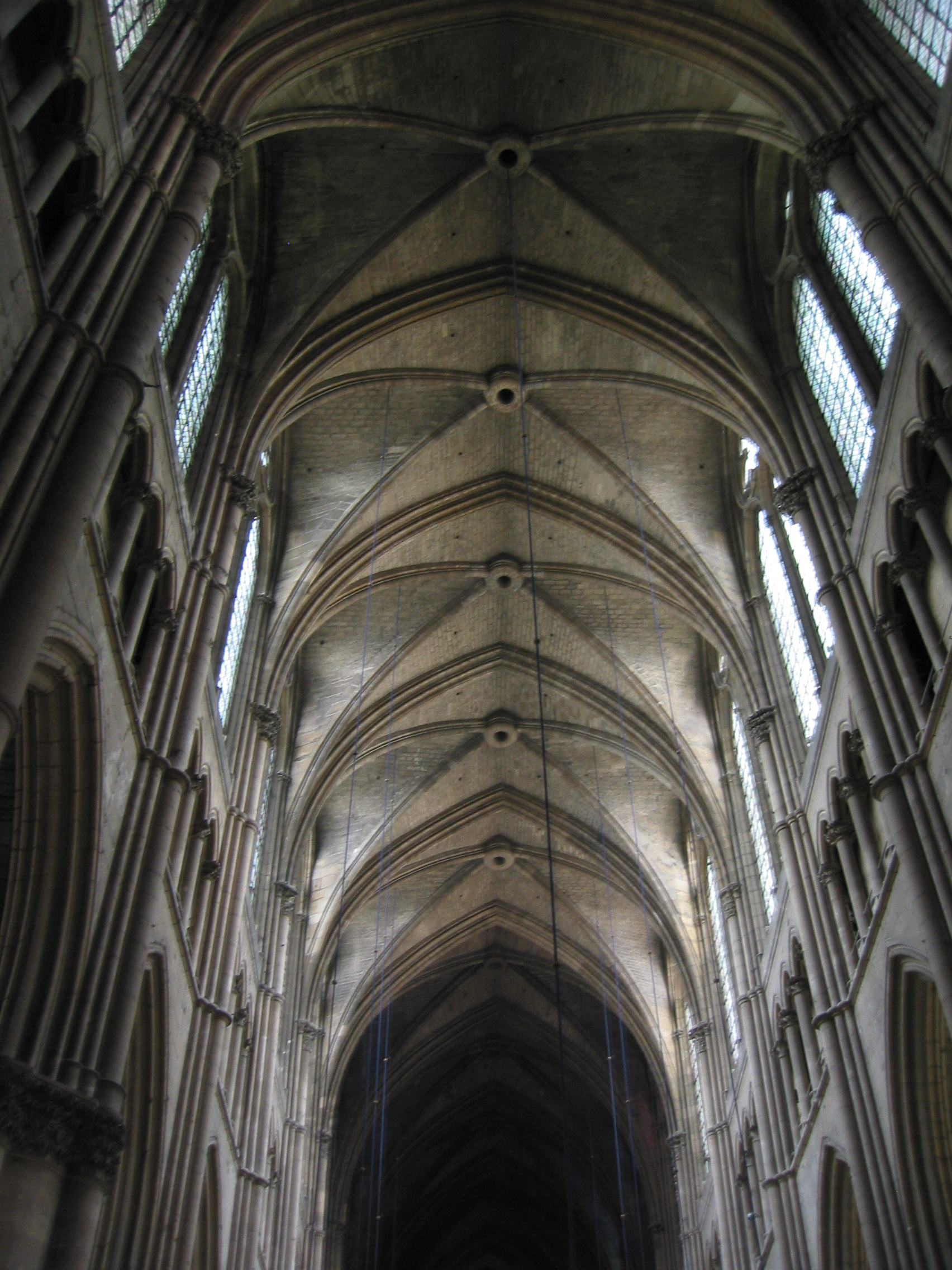
Voûtes sur croisée d'ogives, nef de la cathédrale de Reims.
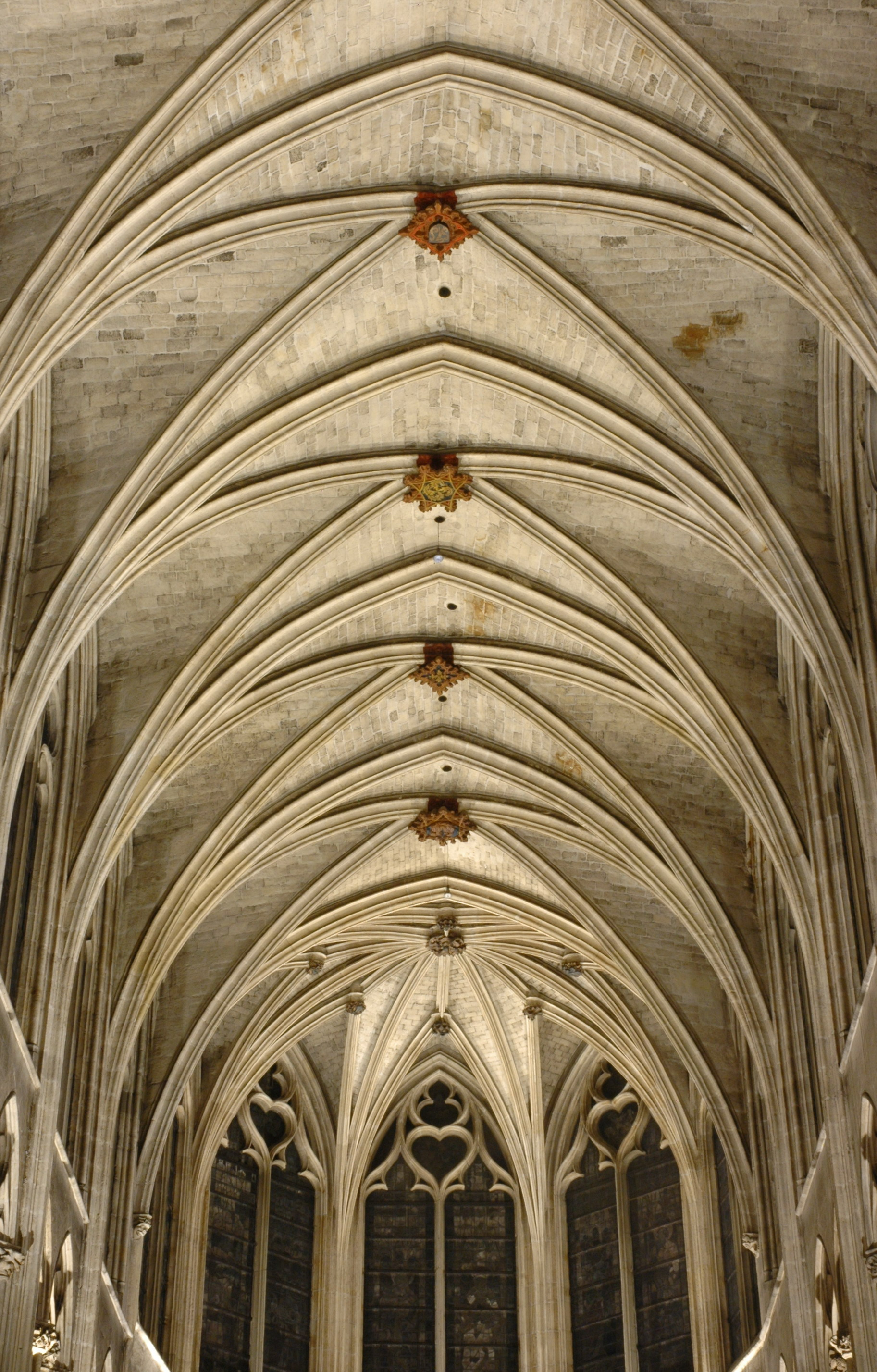
Voûtes sur croisée d'ogives, Saint-Séverin de Paris.
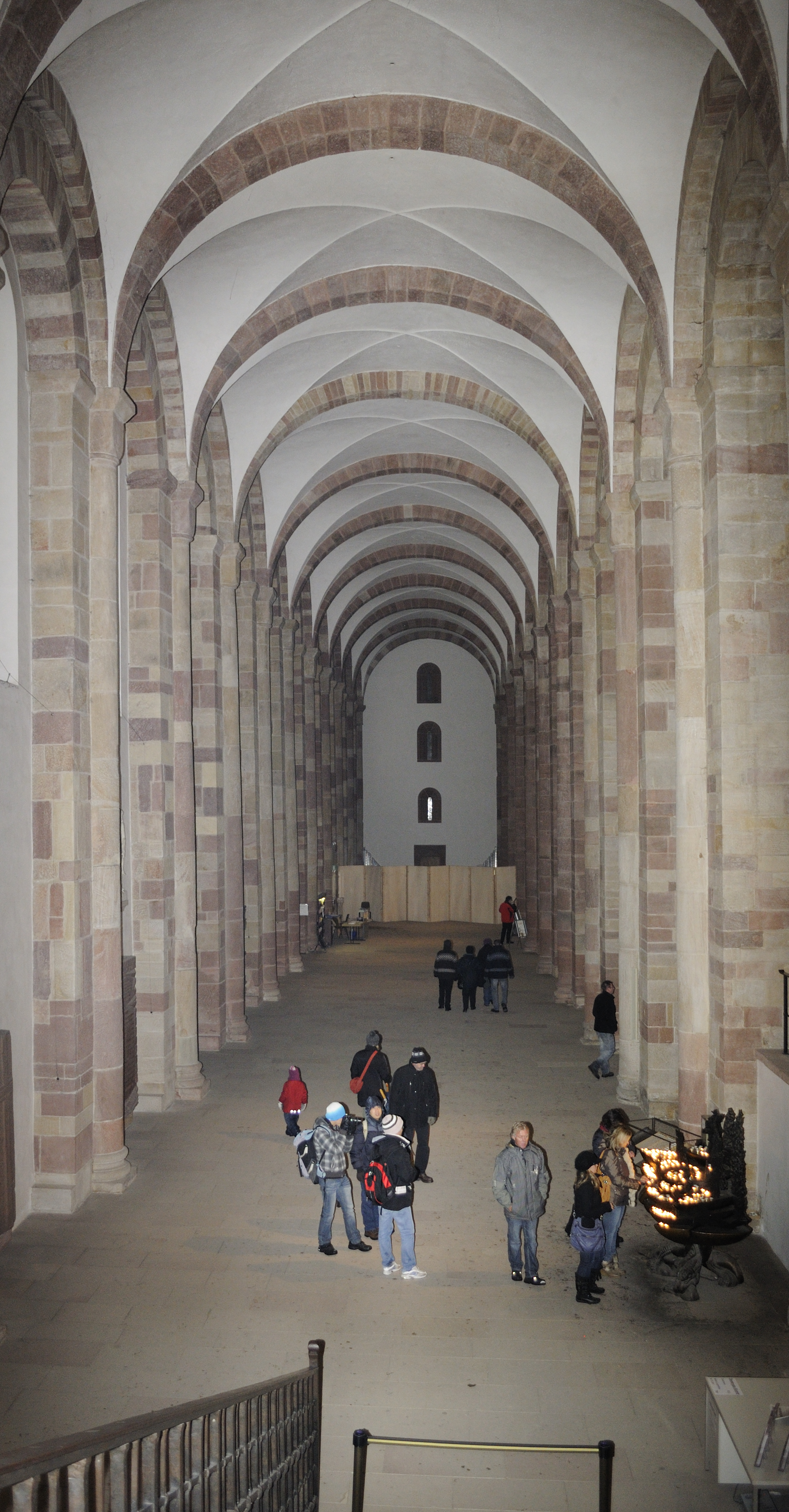
Voûtes d'arêtes séparées par des arcs doubleaux, art roman salien, cathédrale de Spire.

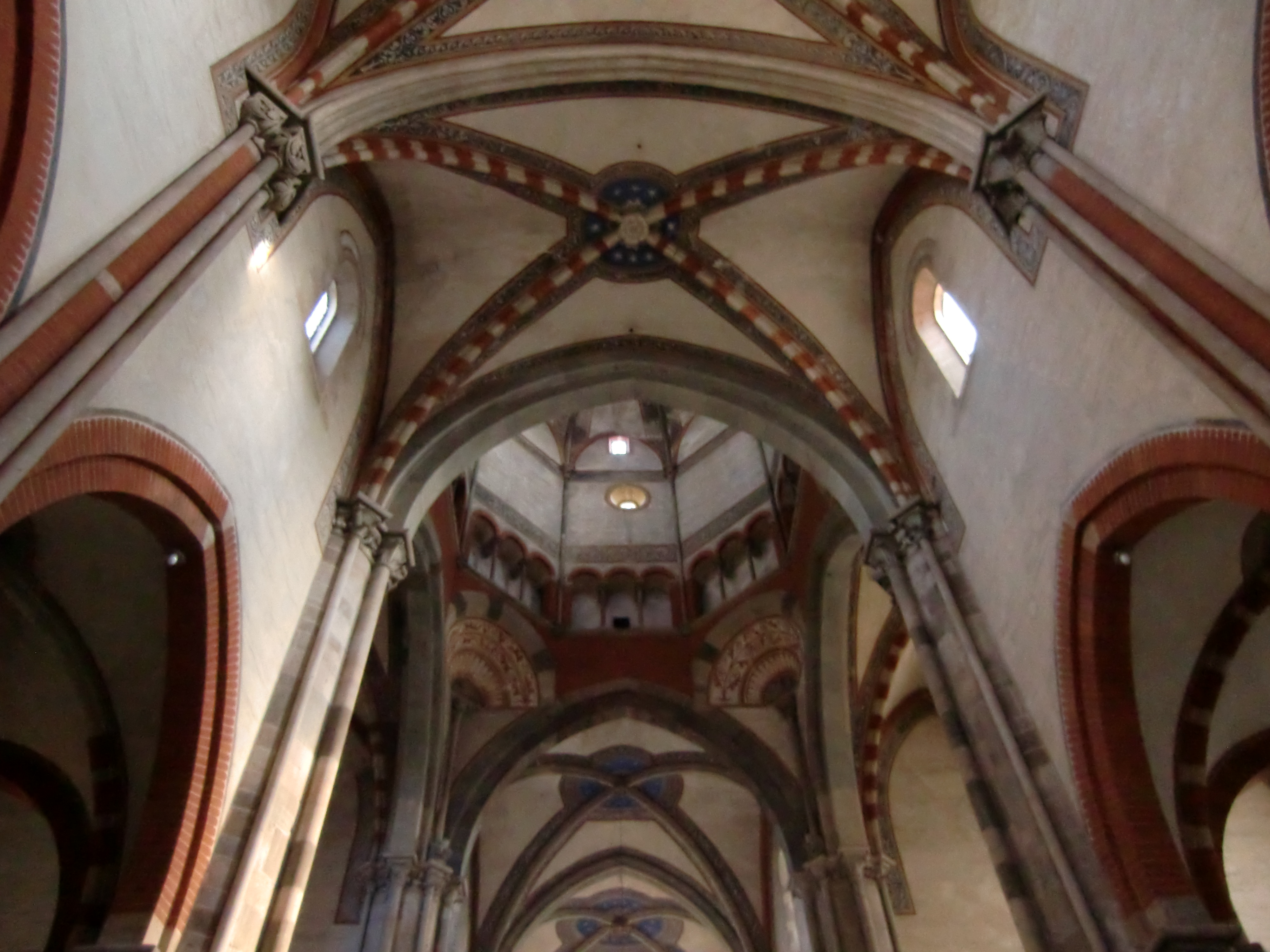
Croisée d'ogives aux arcs brisés, nef centrale de la basilique Saint-André à Verceil, Piémont (Italie).
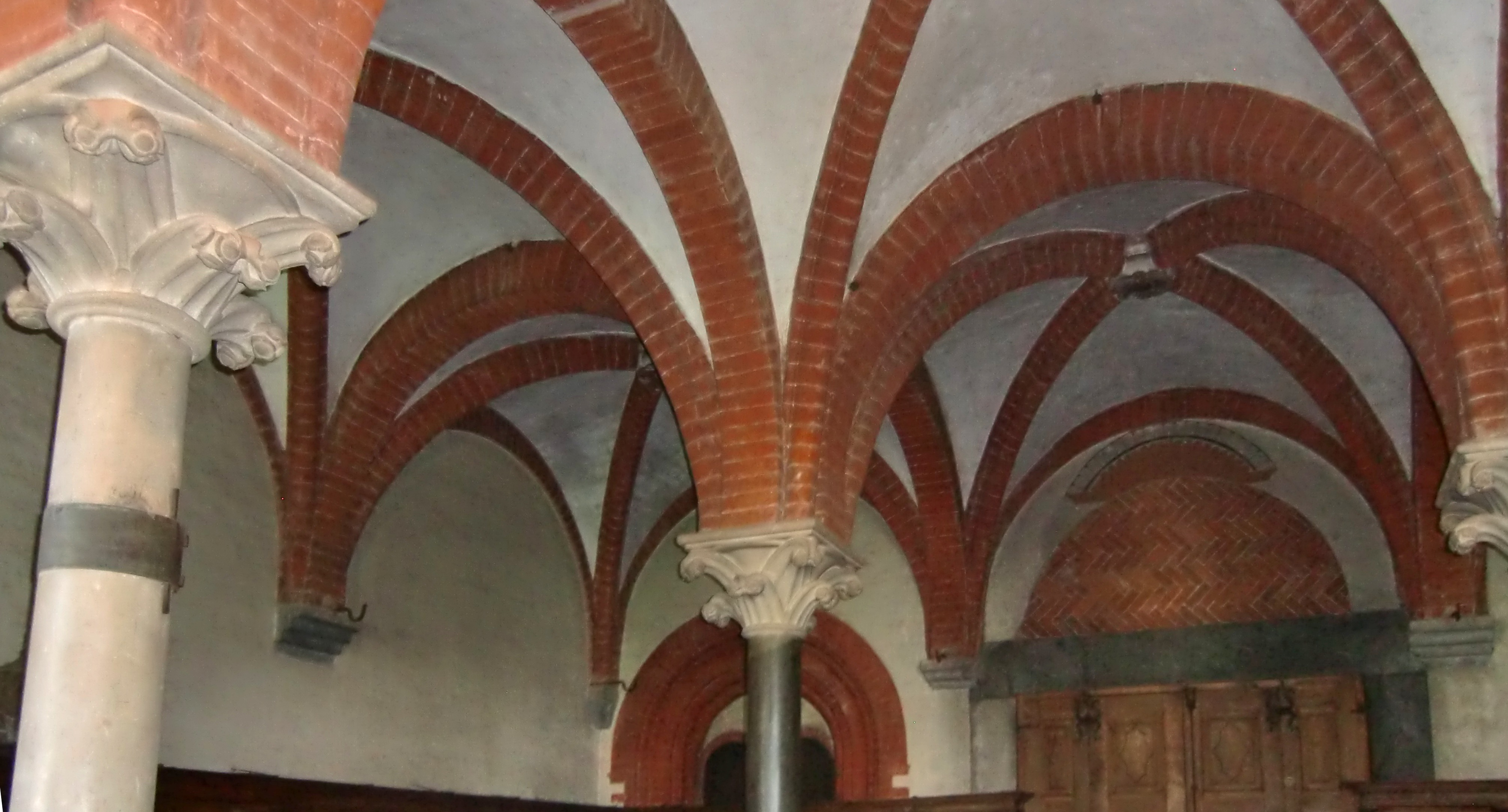
Croisée d'ogives aux arcs plein cintre dans la salle capitulaire de la basilique Saint-André de Verceil.

## P
- Panier (anse de)[M 34].

Coupole sur pendentifs.

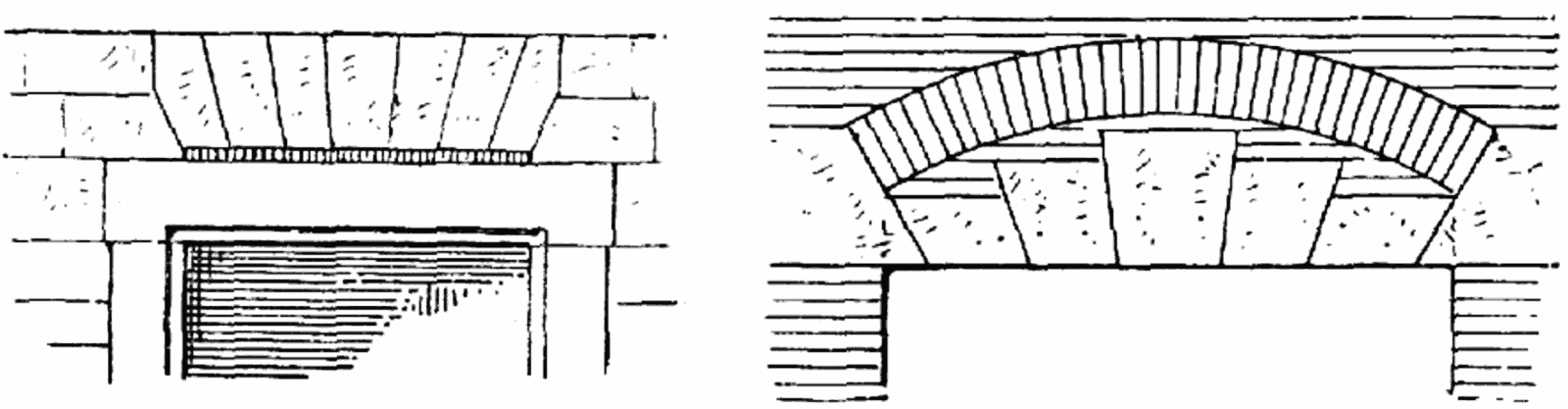
Plate-bande.

- Pâté : on appelle ainsi une masse de plâtre à laquelle on donne une forme convexe et qui sert à construire une voûte sphérique ou autres constructions curvilignes[M 35].
- Pendentif : portion de voûte suspendue, de figure triangulaire, entre les arcs-doubleaux et les angles d'une voûte d'arête, ou en arc de cloître[M 36].
- Pied-droit, appelé aussi montant ou jambage, peut désigner :
  - la partie latérale d'une baie, d'une porte, d'une fenêtre, d'un manteau de cheminée (appelé également jambage),
  - le mur vertical supportant la naissance d'une voûte,
  - le pilier carré qui porte la naissance d'une arcade et chacune des pierres de ce pilier.
- Pilier : corps de pierre ou de maçonnerie de forme ronde ou carrée, servant à soutenir une voûte en arc ou en plate-bande. Pilier butant : corps de pierre ou de maçonnerie élevé pour soutenir la poussée d'un arc ou d'une voûte, et qui se fait quelquefois en console ou en arcade (voir arc-boutant)[M 37].
- Plate-bande : linteau à système de clé analogue à l'arc, destiné à supporter une charge au-dessus d'une ouverture dans un mur, et dont l'agencement des pierres est horizontal. Il allie la stabilité et la résistance de l'arc au faible encombrement du linteau. Plate-bande extradossée ou arasée : celle dont les claveaux ont une hauteur égale et ne font point liaison avec les assises supérieures[M 38].
- Portique : espace long et couvert, soit par des voûtes portées par des arcades, soit, par des plafonds sur des colonnes, et dont les côtés ne sont point fermés[M 39].
- Poussée : effort que font les terres d'une terrasse contre le mur de revêtement ; effort que fait le pied ou retombée d'une voûte contre les murs qui la portent[M 39].

## R
- Rampant : on appelle ainsi tout ce qui n'est pas de niveau, ce qui a de la pente, on dit un arc rampant, un limon rampant[M 40].
- Reins : on nomme ainsi les parties triangulaires des voûtes comprises entre la ligne de leur extrados, celle du prolongement de leurs pieds-droits et la ligne de niveau qui passe par leur sommet ; ces reins sont ordinairement faits en blocage de petits moellons hourdés en plâtre : On nomme cette maçonnerie remplissage des reins[M 41].
- Remplissage : emploi que l'on fait des moellons pour araser les reins avec l'extrados d'une voûte. Par ce terme, on entend aussi les entrevous que l'on maçonne entre les poteaux d'un pan de bois, les solives d'un plancher, ce qui se fait avec des plâtras hourdés en plâtre[M 42].
- Retombée : la distance horizontale de la naissance d'un arc à la perpendiculaire qui tombe d'une des divisions de cet arc, et qui, par conséquent, est une partie de son diamètre horizontal[M 43].
- Rouleau : appareillage des claveaux formant un arc d'épaisseur constante. Une voûte en berceau peut être appareillée en rouleaux. Ce type de voûte est donc constitué d'une succession d'arcs : voûte en berceau appareillée en rouleaux. Ce type d'appareillage a été le plus souvent utilisé dans les ponts en arcs romains. Les arches peuvent être en simple rouleau ou en double rouleau.

## S
- Saillie : avance qu'ont les membres, ornements ou moulures au-delà du « nu » des murs.
- Segment : partie d'un cercle renfermé entre l'arc et sa corde. On dit segment de cercle[M 44].
- Sommier : première pierre de chaque côté d'un arc ou d'une plate-bande, qui se trouve aplomb d'un pied-droit ou sur une colonne, un pilastre, etc.[M 45].
- Soupirail d'aqueduc : ouverture en abat-jour qu'on pratique de distance en distance dans l'extrados de la voûte pour laisser échapper l'air qui empêcherait le cours de l'eau[M 46].
- Surbaissé : arc ou voûte qui a moins de hauteur que la moitié de sa largeur[M 47].
- Surhaussé : se dit d'un arc ou d'une voûte qui a plus de hauteur que la moitié de sa largeur. Surhausser : élever le cintre au-dessus du demi-cercle, ou faire un ovale dont le grand axe soit aplomb par le milieu de la clef[M 47].

## T

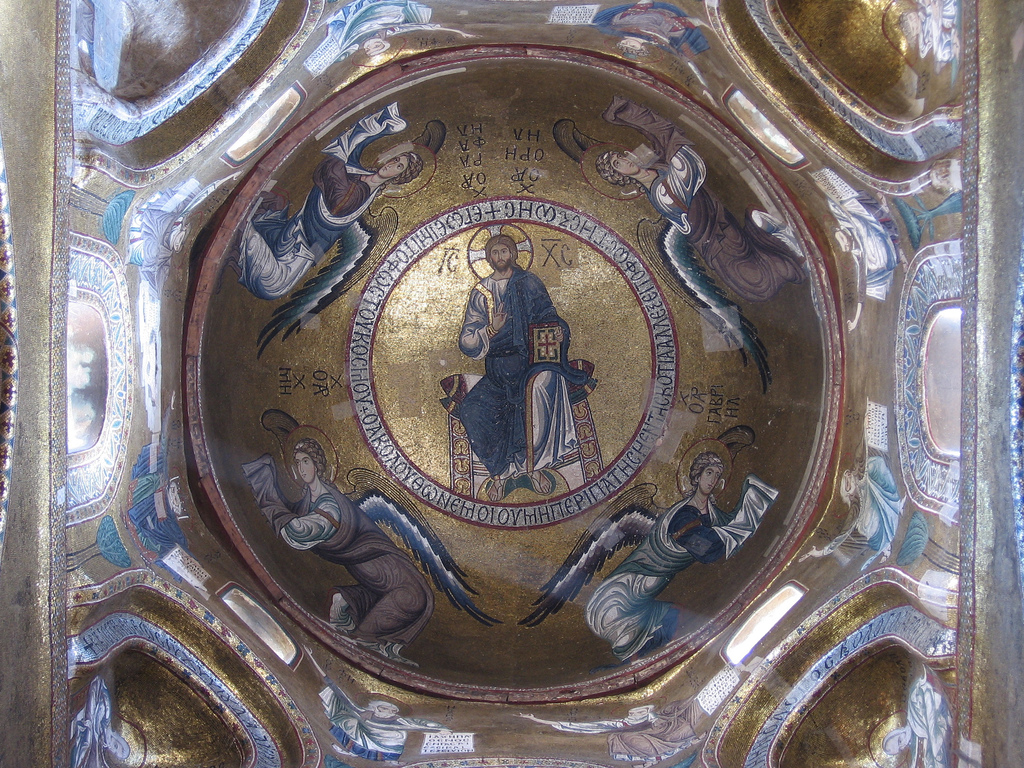
Coupole sur trompes à l'église de la Martorana de Palerme.

- Tête de voussoir : face intérieure ou extérieure d'un voussoir d'arc ou d'un claveau de plate-bande[M 48].
- Tierceron : « Dans une voûte de style gothique flamboyant, chacune des nervures qui relient les liernes aux points d'appui de cette voûte[8]. »
- Trompe : voûte en saillie ayant la figure d'une trompe ou conque marine, et qui n'est soutenue que par l'art de la coupe des pierres[M 49].
- Trompillon : dans une trompe, pierre ayant la forme d'une portion de cône ou de pyramide qui sert de naissance ou de coussinet aux voussoirs dont elle est composée. On appelle aussi trompillons les petites trompes faites de plusieurs pièces sous les quartiers tournants de certains escaliers[M 50].
- Tympan d'arcade : la table unie et triangulaire formée par l'archivolte et par l'architrave qui est au-dessus[M 48].

## V
- Voussoir : pierre taillée en forme de pyramide tronquée, qui sert à former le cintre d'une voûte, d'une arcade[M 51] :
  - Voussoir extradossé : voussoir dont la tête est de niveau et qui forme l'extrados de la voûte[M 51].
  - Voussoir à branche : voussoir qui a deux branches en fourche pour faire liaison avec le pendentif d'une voûte d'arête[M 51].
  - Voussoir à crossette : voussoir dont la partie supérieure fait un angle pour se raccorder avec une assise de niveau[M 51].
- Voussure : une portion de voûte moindre que le demi-cercle. Les voussures qui sont au-dedans d'une baie de porte ou de fenêtre, derrière la fermeture, s'appellent arrières-voussures[M 51].
- Voûte : plancher construit en brique, moellon ou en pierre, dont le dessous est fait en arc ou en plate-bande. Lorsqu'il est construit en pierre, il est formé par des voussoirs ou claveaux qui, par leurs dispositions, se soutiennent ensemble. On donne aux voûtes différentes dénominations, suivant leur forme[M 51] :
  - voûte catalane,
  - voûte cylindrique, voûte annulaire, voûte plein-cintre ou voûte en berceau. Voûte dont la douelle (c'est-à-dire le parement intérieur ou intrados) a le contour de la surface d'un cylindre, d'un anneau, ou qui est en demi-cercle[M 51],
  - voûte sarrasine,
  - voûte surbaissée, voûte elliptique : dont la courbure est une portion d'ellipse[M 51]. Voûte en anse de panier : dont la courbure est formée d'un grand arc de cercle central et de deux plus petits arcs de cercles tangents latéraux,
  - voûte surmontée : voûte qui a plus de hauteur que le demi-cercle[M 52],
  - voûte conique : voûte dont la douelle a la forme de la surface d'un cône, que l'on nomme aussi voûte en trompe[M 52],
  - voûte sphérique, voûte en calotte ou voûte en cul-de-four : voûte qui est circulaire sur son plan et sur son profil[M 52],
  - voûte en arc-de-cloître : voûte qui est formée par quatre portions de cercle dont les angles sont rentrants[M 52],
  - voûte d'arête : voûte qui est formée par la rencontre des deux berceaux qui se croisent[M 52];
  - voûte d'ogive ou — terme plus correct — voûte sur croisée d'ogives,
  - voûte en éventail.
- Voûter : construire une voûte sur des cintres et dosses ou sur un noyau de maçonnerie ; voûter en tas de charge ; mettre les joints des lits en coupe du côté de la douelle, et de niveau du côté de l'extrados, pour faire une Voûte sphérique[M 52].